# Ȳ̆
Ȳ̆ (minuscule : ȳ̆), appelé Y macron brève, est une lettre latine utilisée en linguistique historique notamment dans l’étude du vieil anglais.
Il s’agit de la lettre Y diacritée d’un macron et d’un brève.

## Utilisation
Le ȳ̆ est utilisé dans l’étude du vieil anglais pour noter une voyelle y longue ou courte.

## Représentations informatiques
Le Y macron brève peut être représenté avec les caractères Unicode suivants : 
- composé et normalisé NFC (latin étendu A, diacritiques) :

| formes    | représentations | chaînes de caractères | points de code | descriptions                                       |
| --------- | --------------- | --------------------- | -------------- | -------------------------------------------------- |
| capitale  | Ȳ̆               | Ȳ◌̆                    | U+0232 U+0306  | lettre majuscule latine y macron diacritique brève |
| minuscule | ȳ̆               | ȳ◌̆                    | U+0233 U+0306  | lettre minuscule latine y macron diacritique brève |

- décomposé et normalisé NFD (latin de base, diacritiques) :

| formes    | représentations | chaînes de caractères | points de code       | descriptions                                                   |
| --------- | --------------- | --------------------- | -------------------- | -------------------------------------------------------------- |
| capitale  | Ȳ̆               | Y◌̄◌̆                   | U+0059 U+0304 U+0306 | lettre majuscule latine y diacritique macron diacritique brève |
| minuscule | ȳ̆               | y◌̄◌̆                   | U+0079 U+0304 U+0306 | lettre minuscule latine y diacritique macron diacritique brève |